# Symplocos dasyphylla
Symplocos dasyphylla är en tvåhjärtbladig växtart som beskrevs av August Brand. Symplocos dasyphylla ingår i släktet Symplocos och familjen Symplocaceae. Inga underarter finns listade i Catalogue of Life.